# Ліно Моска
Ліно Моска (італ. Lino Mosca, 27 серпня 1907, Кампілья-Черво — 15 лютого 1992) — італійський футболіст, що грав на позиції півзахисника.
Виступав, зокрема, за клуб «Ювентус», у складі якого був чемпіоном Італії.

## Ігрова кар'єра
Народився 27 серпня 1907 року в місті Кампілья-Черво. Розпочав футбольну кар'єру в команді «Б'єллезе», у складі якої виступав у 1924—1928 роках.
В 1928 році перейшов у команду «Ювентус». В 1929 році грав у Кубку Мітропи, коли туринський клуб в 1/4 фіналу поступився чеській «Славії» (1:0, 0:3).
Виграв з командою чемпіонський титул у 1931 році. Зіграв у тому сезоні 7 матчів, підміняючи у середній лінії основних гравців Франческо Рієра, Оресте Барале чи Маріо Варльєна.
Згодом з 1931 по 1934 рік грав у складі команди «Кремонезе» в Серії В.
Завершив ігрову кар'єру в команді Серії С «Чузіана Оменья», за яку виступав протягом 1934—1935 років.

## Статистика виступів

### Статистика виступів у кубку Мітропи
| №                      | Розіграш               | Стадія                 | Дата та місце проведення | Команда 1              | Рахунок                                            | Команда 2      | Голи та інші дії |
| ---------------------- | ---------------------- | ---------------------- | ------------------------ | ---------------------- | -------------------------------------------------- | -------------- | ---------------- |
| 1                      | 1929                   | 1/4                    | 23.06.1929, Турин        | Ювентус                | 1:0 [Архівовано 14 жовтня 2020 у Wayback Machine.] | Славія (Прага) |                  |
| 2                      | 1929                   | 1/4                    | 06.07.1929, Прага        | Славія (Прага)         | 3:0 [Архівовано 15 травня 2021 у Wayback Machine.] | Ювентус        |                  |
| Всього у кубку Мітропи | Всього у кубку Мітропи | Всього у кубку Мітропи | Всього у кубку Мітропи   | Всього у кубку Мітропи | 2                                                  |                | 0                |

## Титули і досягнення
- Чемпіон Італії (1):

«Ювентус»: 1930–1931